# Aeroporto di Marsa Matruh
L'Aeroporto di Marsa Matruh (IATA: MUH, ICAO: HEMM) è uno scalo aeroportuale egiziano sito alla periferia Sud del centro turistico e portuale Marsa Matruh, nel Governatorato di Matruh.
La struttura è posta a un'altitudine di 29 m / 94 ft sul livello del mare ed è dotata di due piste, entrambe con superficie in asfalto lunghe 3000 m e larghe 45 m (9 843 per 148 ft), una con orientamento 06/24 e l'altra 15/33, prive di sistema visivo di assistenza all'atterraggio.
L'aeroporto, di tipologia mista civile e militare, è gestito dal governo egiziano, è aperto al traffico commerciale ed effettua attività solamente in orario diurno, dall'alba al tramonto (SR-SS). La struttura è inoltre una base aerea della Al-Quwwat al-Jawwiyya al-Misriyya, l'aeronautica militare egiziana, sede del 102nd Tactical Fighter Brigade, con il 26th Squadron equipaggiato con caccia Chengdu F-7 e FT-7 (biposto da addestramento) e il 82nd Squadron equipaggiato con caccia multiruolo Dassault Mirage 2000BM (biposto da addestramento) e Mirage 2000EM (monoposto).